# Estadio Bao'an
El Estadio Bao'an ( chino: 宝安体育場; pinyin Bǎo'ān Tǐyùchǎng ) es un estadio deportivo de usos múltiples en Shenzhen, China. Fue construido entre 2009 y 2011 e inaugurado en julio de 2011. Tiene capacidad para 40.050 espectadores. El edificio se distingue por sus originales soportes de techo, que imitan brotes de bambú.
El estadio fue uno de los escenarios del torneo de fútbol (tanto masculino como femenino) de la Universiada de Verano de 2011.
En 2025 se desarrolló la Copa Asiática Sub-20 de la AFC 2025
El estadio es utilizado por el club de fútbol Shenzhen Peng City de la Superliga de China.

## Galeria

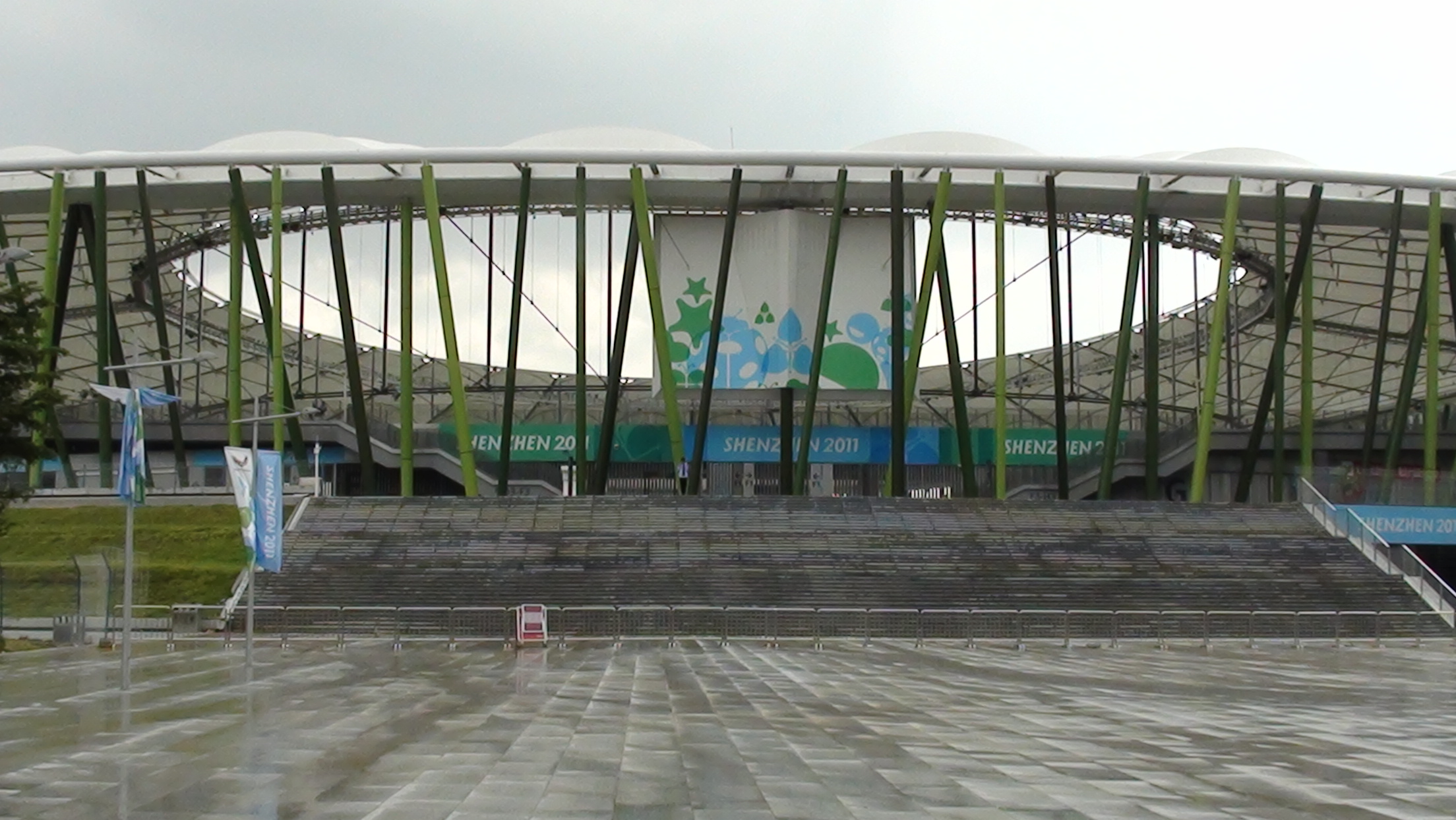
Vista de la fachada exterior del estadio.
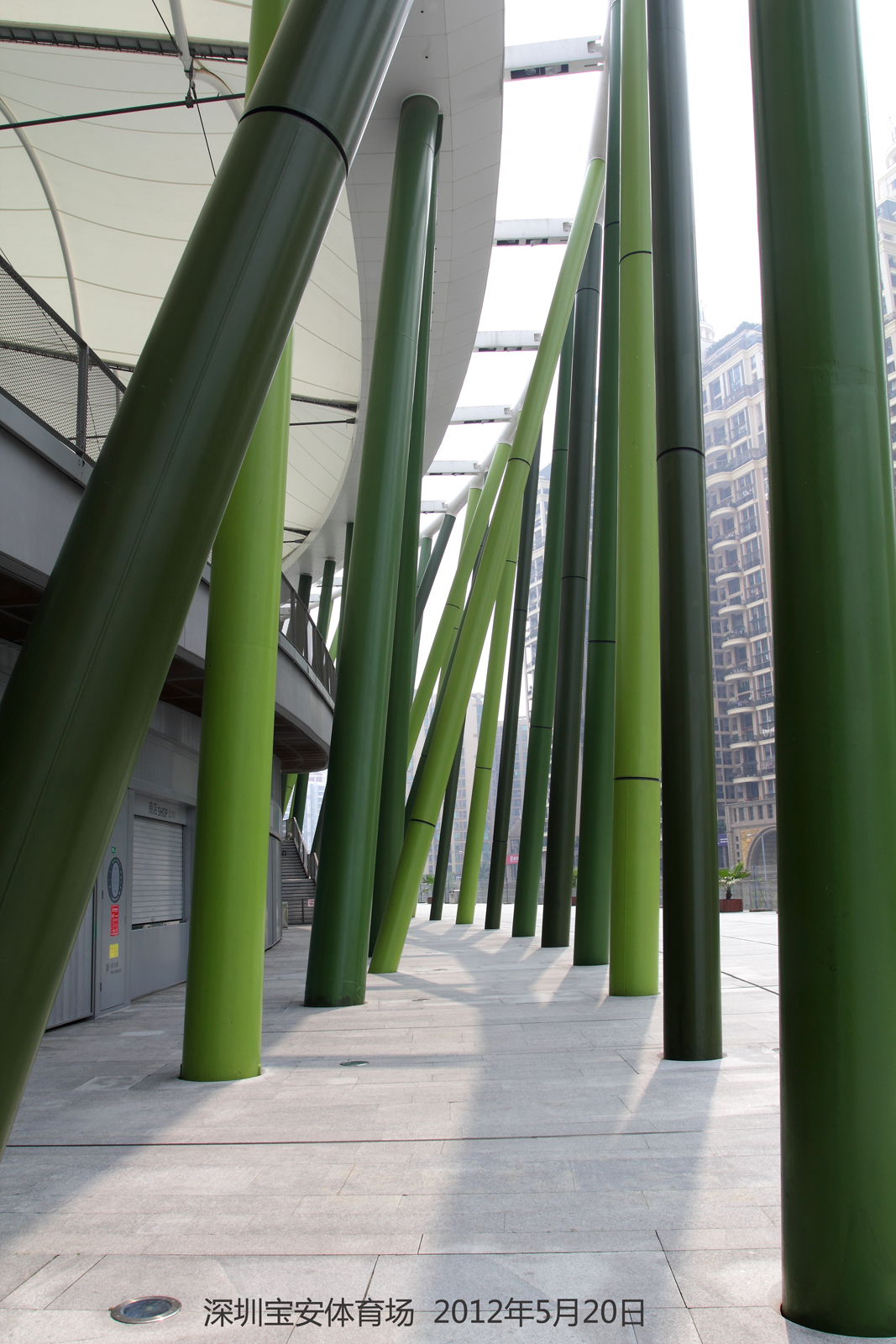
Vista de los soportes de acero verde, inspirado en los bosques de bambú.